# Piazza San Giovanni (Siena)
Piazza San Giovanni si trova a Siena e prende il nome dal Battistero di San Giovanni, la cui facciata domina lo slargo. 

## Descrizione
La piazza si trova in posizione molto ribassata rispetto alla soprastante piazza del Duomo, e venne creata quando fu deciso di ampliarne l'abside, ricavando il vano per il battistero, la cui facciata venne creata dal 1355 circa al 1382. Il collegamento col Duomo è garantito dalla scalinata di piazza San Giovanni, del 1451. 
In angolo con via dei Pellegrini si trova il Palazzo del Magnifico, creato per Pandolfo Petrucci nel 1508 da Domenico di Bartolo da Piacenza.
Nella casa di fronte al battistero abitò Francesco di Giorgio, come ricorda una targa con busto in bronzo del 1902, opera di Fulvio Corsini.

## Bibliografia

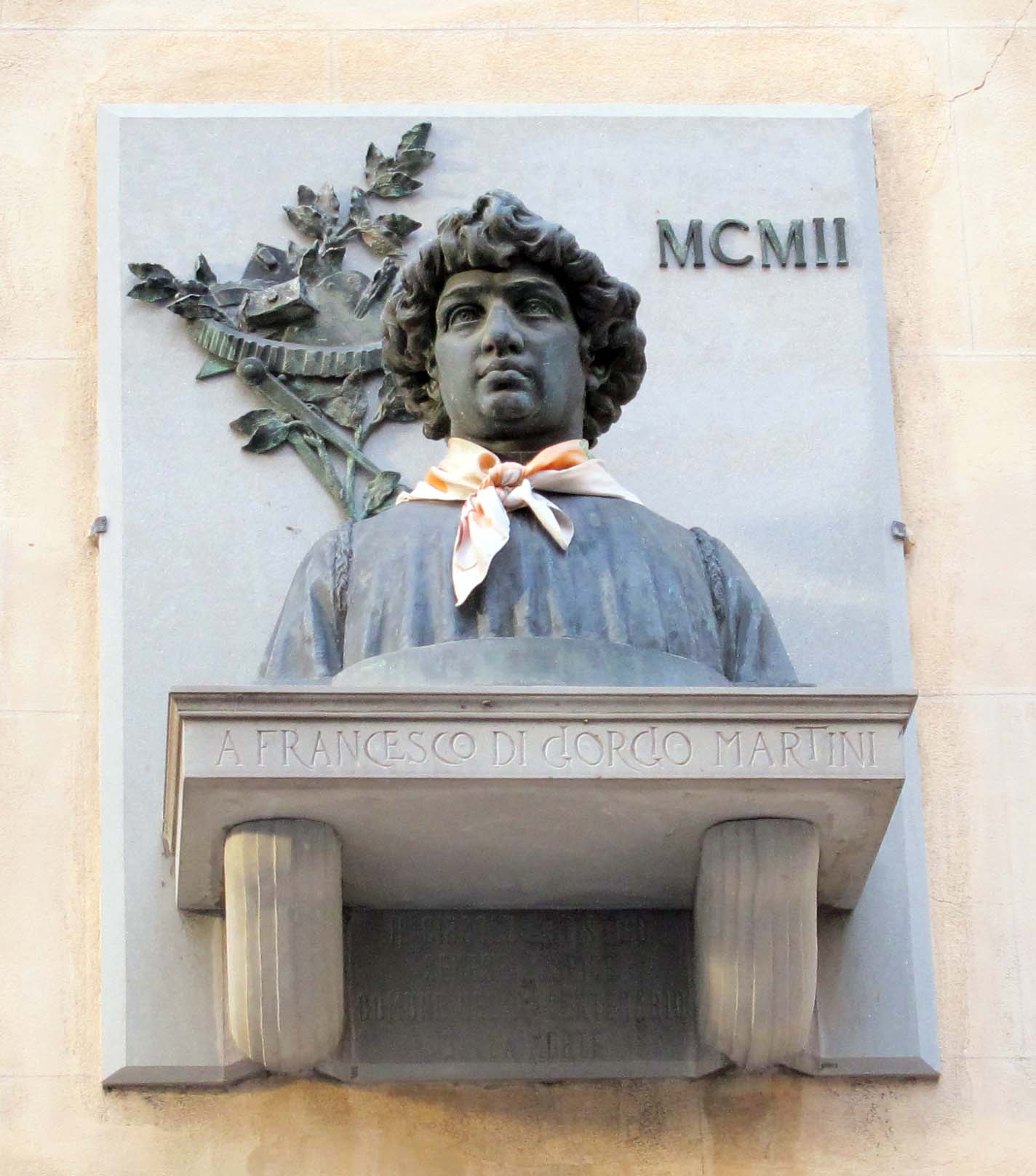
Busto di Francesco di Giorgio